# Diamantbollen
Il Diamantbollen (in svedese Pallone di Diamante) è un premio calcistico svedese assegnato annualmente alla miglior calciatrice svedese. L'equivalente maschile è il Guldbollen.

## Albo d'oro
| Anno | Giocatrice              | Nazionalità | Squadra                    |
| ---- | ----------------------- | ----------- | -------------------------- |
| 1990 | Eva Zeikfalvy           | Svezia      | Malmö FF                   |
| 1991 | Elisabeth Leidinge      | Svezia      | Jitex BK                   |
| 1992 | Anneli Andelén          | Svezia      | Öxabäck/Mark IF            |
| 1993 | Lena Videkull           | Svezia      | Malmö FF                   |
| 1994 | Kristin Bengtsson       | Svezia      | Hammarby                   |
| 1995 | Malin Andersson         | Svezia      | Älvsjö AIK                 |
| 1996 | Malin Swedberg          | Svezia      | Älvsjö AIK                 |
| 1997 | Ulrika Karlsson         | Svezia      | Bälinge                    |
| 1998 | Victoria Svensson       | Svezia      | Älvsjö AIK                 |
| 1999 | Cecilia Sandell         | Svezia      | Älvsjö AIK                 |
| 2000 | Tina Nordlund           | Svezia      | Umeå IK                    |
| 2001 | Malin Moström           | Svezia      | Umeå IK                    |
| 2002 | Hanna Ljungberg         | Svezia      | Umeå IK                    |
| 2003 | Victoria Svensson       | Svezia      | Djurgården/Älvsjö          |
| 2004 | Kristin Bengtsson       | Svezia      | Djurgården/Älvsjö          |
| 2005 | Hanna Marklund          | Svezia      | Sunnanå SK                 |
| 2006 | Lotta Schelin           | Svezia      | Kopparbergs/Göteborg       |
| 2007 | Therese Sjögran         | Svezia      | LdB Malmö                  |
| 2008 | Frida Östberg           | Svezia      | Umeå IK                    |
| 2009 | Caroline Seger          | Svezia      | Linköping                  |
| 2010 | Therese Sjögran         | Svezia      | LdB Malmö                  |
| 2011 | Lotta Schelin           | Svezia      | Olympique Lione            |
| 2012 | Lotta Schelin           | Svezia      | Olympique Lione            |
| 2013 | Lotta Schelin           | Svezia      | Olympique Lione            |
| 2014 | Lotta Schelin           | Svezia      | Olympique Lione            |
| 2015 | Hedvig Lindahl          | Svezia      | Chelsea                    |
| 2016 | Hedvig Lindahl          | Svezia      | Chelsea                    |
| 2017 | Kosovare Asllani        | Svezia      | Manchester City/ Linköping |
| 2018 | Nilla Fischer           | Svezia      | Wolfsburg                  |
| 2019 | Caroline Seger          | Svezia      | Rosengård                  |
| 2020 | Magdalena Eriksson      | Svezia      | Chelsea                    |
| 2021 | Fridolina Rolfö         | Svezia      | Barcellona                 |
| 2022 | Fridolina Rolfö         | Svezia      | Barcellona                 |
| 2023 | Elin Rubensson          | Svezia      | Häcken                     |
| 2024 | Johanna Rytting Kaneryd | Svezia      | Chelsea                    |